# Rugby-Union-Südamerikameisterschaft 2019
Die Rugby-Union-Südamerikameisterschaft 2019 (spanisch Sudamericano de Rugby 2019) war die 41. Ausgabe der südamerikanischen Kontinentalmeisterschaft in der Sportart Rugby Union. Wieder nahmen sechs Mannschaften teil, weshalb das Turnier auch Seis Naciones genannt wurde. Teilnehmer waren die Nationalmannschaften von Brasilien, Kolumbien, Paraguay und Chile, während Argentinien und Uruguay jeweils mit ihrer B-Nationalmannschaft vertreten waren. Die Teams waren in zwei Dreiergruppen aufgeteilt: Brasilien, Chile und Kolumbien in einer Gruppe sowie Argentinien, Paraguay und Uruguay in der anderen.
Im Gegensatz zu den Vorjahren gab es keine Wettbewerbe der Divisionen B und C.

## Tabelle
Für einen Sieg gab es vier Punkte, für ein Unentschieden zwei Punkte, bei einer Niederlage null Punkte. Einen Bonuspunkt gab es bei vier oder mehr erzielten Versuchen und bei einer Niederlage mit nicht mehr als sieben Spielpunkten Unterschied.
|    | Land           | Spiele | Siege | Unent. | Ndlg. | Spiel- punkte | Diff. | Bonus- punkte | Tabellen- punkte |
| -- | -------------- | ------ | ----- | ------ | ----- | ------------- | ----- | ------------- | ---------------- |
| 1. | Argentinien XV | 3      | 3     | 0      | 0     | 196:6         | + 190 | 3             | 15               |
| 2. | Uruguay XV     | 3      | 3     | 0      | 0     | 161:54        | + 107 | 1             | 13               |
| 3. | Chile          | 3      | 1     | 0      | 2     | 88:104        | − 16  | 2             | 6                |
| 4. | Brasilien      | 3      | 1     | 0      | 2     | 85:110        | − 25  | 1             | 5                |
| 5. | Kolumbien      | 3      | 1     | 0      | 2     | 70:130        | − 60  | 1             | 5                |
| 6. | Paraguay       | 3      | 0     | 0      | 3     | 33:162        | − 129 | 0             | 0                |

## Ergebnisse
| 11. Mai 2019 15:00 UTC−5 | Kolumbien        | 3 : 79         | Argentinien XV | Estadio Cincuentenario, Medellín Schiedsrichter: Gonzalo Ventoso (Uruguay) |
| 11. Mai 2019 15:00 UTC−5 | Dropgoals: Diosa | (3:34) Bericht | Versuche: Castiglioni Cordero del Prete Domínguez Fortuny Mensa (2) Montagner Montero Ortiz Osadczuk Pittinari Ureta Erhöhungen: Castiglioni (4) Roger (3) | Estadio Cincuentenario, Medellín Schiedsrichter: Gonzalo Ventoso (Uruguay) |

| 11. Mai 2019 15:30 UTC−4 | Paraguay                    | 10 : 66        | Brasilien                                                                                             | Estadio Héroes de Curupayty, Luque Schiedsrichter: Francisco González (Uruguay) |
| 11. Mai 2019 15:30 UTC−4 | Versuche: Argana Gorostiaga | (0:33) Bericht | Versuche: Arruda de Moraes Lima (3) Tenorio van Niekerk (2) Strafversuch (2) Erhöhungen: Tranquez (6) | Estadio Héroes de Curupayty, Luque Schiedsrichter: Francisco González (Uruguay) |

| 11. Mai 2019 19:00 UTC−4 | Chile                                                                             | 32 : 39         | Uruguay XV                                                                                           | Old Grangonians Club, Santiago de Chile Schiedsrichter: Pali Deluca (Argentinien) |
| 11. Mai 2019 19:00 UTC−4 | Versuche: Blanc (2) Larenas Videla (2) Erhöhungen: Videla (2) Straftritte: Videla | (10:17) Bericht | Versuche: della Corte Freitas Garese Inciarte Kessler Erhöhungen: Favaro (4) Straftritte: Favaro (2) | Old Grangonians Club, Santiago de Chile Schiedsrichter: Pali Deluca (Argentinien) |

| 18. Mai 2019 15:30 UTC−3 | Argentinien XV                                                                             | 55 : 3         | Chile                | Lawn Tennis Club, San Miguel de Tucumán Schiedsrichter: Santiago Altobelli (Argentinien) |
| 18. Mai 2019 15:30 UTC−3 | Versuche: Albornoz (2) Corvolan Cubilla Montero (3) Sbrocco Strafversuch Erhöhungen: Roger | (29:3) Bericht | Straftritte: Baraona | Lawn Tennis Club, San Miguel de Tucumán Schiedsrichter: Santiago Altobelli (Argentinien) |

| 18. Mai 2019 16:00 UTC−3 | Brasilien                                              | 19 : 38         | Uruguay XV                                                                                     | Estádio José Liberatti, Osasco Schiedsrichter: Damian Schneider (Argentinien) |
| 18. Mai 2019 16:00 UTC−3 | Versuche: Lima Sancery Vieira Erhöhungen: Tranquez (2) | (19:21) Bericht | Versuche: Aliaga Blengio della Corte Favaro Kessler Erhöhungen: Favaro (5) Straftritte: Favaro | Estádio José Liberatti, Osasco Schiedsrichter: Damian Schneider (Argentinien) |

| 18. Mai 2019 15:00 UTC−5 | Kolumbien                                                                                      | 43 : 13        | Paraguay                                                        | Estadio Cincuentenario, Medellín Schiedsrichter: Santiago Romero (Uruguay) |
| 18. Mai 2019 15:00 UTC−5 | Versuche: Ceballos Davila (2) Diosa Navarro Urrutia Erhöhungen: Diosa (5) Straftritte: Diosa 1 | (12:6) Bericht | Versuche: Agüero Erhöhungen: Matiauda Straftritte: Matiauda (2) | Estadio Cincuentenario, Medellín Schiedsrichter: Santiago Romero (Uruguay) |

| 25. Mai 2019 16:00 UTC−3 | Brasilien | 0 : 62         | Argentinien XV | Estádio Independência, Belo Horizonte Schiedsrichter: Francisco González (Uruguay) |
| 25. Mai 2019 16:00 UTC−3 |           | (0:19) Bericht | Versuche: Castiglioni (2) Cordero (2) Fortuny Montero Portillo Segura (2) Erhöhungen: Albornoz (4) Castiglioni (3) Straftritte: Albornoz | Estádio Independência, Belo Horizonte Schiedsrichter: Francisco González (Uruguay) |

| 25. Mai 2019 15:30 UTC−4 | Paraguay                                                       | 10 : 53        | Chile                                                                                                 | Estadio Héroes de Curupayty, Luque Schiedsrichter: Juan Pablo Federico (Argentinien) |
| 25. Mai 2019 15:30 UTC−4 | Versuche: Gorostiaga Erhöhungen: Urbieta Straftritte: Matiauda | (3:24) Bericht | Versuche: Ayarza Blanc Dittus (2) Salas (2) Sarmiento Sigren Silva Erhöhungen: Baraona (2) Videla (2) | Estadio Héroes de Curupayty, Luque Schiedsrichter: Juan Pablo Federico (Argentinien) |

| 25. Mai 2019 18:00 UTC−3 | Uruguay XV                                                                      | 38 : 24        | Kolumbien                                                                         | Estadio Charrúa, Montevideo Schiedsrichter: Frank Méndez (Chile) |
| 25. Mai 2019 18:00 UTC−3 | Versuche: Ardao (2) Etchegorry Favaro (2) Juan Ormaechea Erhöhungen: Favaro (4) | (28:7) Bericht | Versuche: Carvajal Diosa Urrutia Erhöhungen: Diosa (2) Giraldo Straftritte: Diosa | Estadio Charrúa, Montevideo Schiedsrichter: Frank Méndez (Chile) |